# Fuerte de Balibó
El Fuerte de Balibó (en portugués: Forte de Balibó) Se trata de una de las estructuras más relevantes a nivel patrimonial en el pequeño país asiático de Timor Oriental, que remonta su origen al siglo XVIII, época en que este territorio se encontraba bajo dominio colonial portugués (que prevaleció durante cuatro siglos, siendo iniciado a principios del siglo XVI). Se localiza precisamente en Balibó, una ciudad al este de Timor que marca la frontera con Indonesia.
Con cerca de 400 años de existencia, es la segunda fortaleza más antigua que sobrevive en este país situado en el Sudeste Asiático. Fue construida en el Timor portugués con el objeto de proteger el puerto de la costa de Batugade. Se construyó en Balibó debido a su elevada altura, que se tornó en una localización ideal para el puesto de defensa durante la ocupación colonial permitiendo controlar las duras batallas que se hicieron sentir durante la Invasión de Indonesia en 1975.